# Pietro Giammanco
Pietro Giammanco (Bagheria, 13 marzo 1931 – Palermo, 2 dicembre 2018) è stato un magistrato italiano, già procuratore della Repubblica presso il tribunale di Palermo.

## Biografia
Iniziata la carriera in magistratura, nel 1969 è sostituto procuratore a Palermo, con il procuratore Pietro Scaglione. Diviene procuratore aggiunto a Palermo negli anni '80, con il procuratore Salvatore Curti Giardina. Era in stretti rapporti con l'ex presidente della Regione Mario D'Acquisto, il numero due della corrente andreottiana in Sicilia.
Il 7 giugno 1990 viene scelto dal Consiglio superiore della magistratura e alle ore 11 del 19 giugno seguente si insedia ufficialmente come nuovo procuratore della Repubblica presso il tribunale di Palermo, preferito al procuratore aggiunto Giovanni Falcone e subentrando a Curti Giardina. Con Falcone va subito in rottura, così come con Paolo Borsellino, per la decisione di affidargli anche indagini non legate a inchieste di mafia.
Nell'estate del 1989, la Procura di Palermo fu al centro di quella che verrà poi definita "la stagione dei veleni" a causa di lettere anonime spedite per screditare l'operato di magistrati tra cui Giovanni Falcone, Giuseppe Ayala e lo stesso Giammanco, del capo della polizia Vincenzo Parisi e del questore Gianni De Gennaro. In queste missive, costoro erano anche accusati di una pessima gestione dei pentiti, in particolare di aver pilotato il ritorno in Sicilia del pentito Salvatore "Totuccio" Contorno allo scopo di fargli stanare il nemico Totò Riina e alludendo che per questo motivo la fuga di Contorno dalla custodia della polizia fosse stata in realtà organizzata e voluta da Falcone, coadiuvato da Giammanco e Ayala, senza tenere conto del fatto che il fuggitivo avrebbe approfittato dell'occasione per commettere altri reati. A seguito di un'inchiesta, gestita dall'Alto commissario per la lotta alla mafia Domenico Sica e riguardante le impronte digitali rinvenute sulle lettere, il "Corvo di Palermo" - come era stato nel frattempo soprannominato l'autore delle missive anonime - risultò apparentemente essere il sostituto procuratore Alberto Di Pisa. Giammanco, che al tempo era procuratore aggiunto, constatò con amarezza che le conseguenze di questa vicenda crearono divisioni e frammentazioni interne alla procura, rischiando di inficiare e compromettere importanti lavori di indagine. Con gli sviluppi ancora in corso e senza niente di definitivo, Giammanco deciderà in via precauzionale di togliere a Di Pisa le inchieste di mafia, consentendogli tuttavia di continuare a lavorare alla Procura di Palermo in materia di pubblica amministrazione e non mancando di palesargli solidarietà da un punto di vista umano. Di Pisa sarà sospeso nel giugno 1992, anche su sollecitazione del ministro della giustizia Claudio Martelli, ma successivamente assolto in appello e in Cassazione per non aver commesso il fatto, rendendo il "Corvo di Palermo" a oggi mai propriamente identificato.
La sera del 15 ottobre 1991 il boss Pietro Vernengo riuscì a evadere dall'ospedale Civico di Palermo, dove era ricoverato nel reparto urologia. Per una serie di corresponsabilità, specie per via del fatto che il detenuto non fosse correttamente piantonato, l'accaduto comportò critiche anche a Giammanco. Vernengo sarà ricatturato alle 5:30 del 15 marzo 1992, dopo una latitanza di cinque mesi.
Dopo la strage di Capaci del 23 maggio 1992, costata la vita ai magistrati Giovanni Falcone, Francesca Morvillo e agli agenti di scorta Vito Schifani, Rocco Dicillo e Antonio Montinaro, le indagini furono assegnate alla Procura di Caltanissetta in quanto Francesca Morvillo prestava servizio in quella di Palermo. In questo scenario critico, assicurata piena collaborazione al procuratore di Caltanissetta Salvatore Celesti, Giammanco reputò possibile un collegamento tra la strage appena consumata e l'uccisione del leader democristiano Salvo Lima, si unì inoltre con fermezza ai suoi colleghi in procura nel denunciare le criticità del nuovo codice di procedura penale, colpevole di limitare l'azione dei magistrati e in particolare per Giammanco atto "solo per portare a giudizio i rapinatori che, tra l'altro, escono dal carcere otto giorni dopo".
La gestione di Gaspare Mutolo, ex autista di Totò Riina divenuto collaboratore di giustizia, fu motivo di incomprensioni tra Giammanco e Paolo Borsellino: il pentito, detenuto prima a Firenze e poi a Roma, alla fine del 1991 aveva richiesto di parlare con Giovanni Falcone, che tuttavia aveva già accettato l'incarico ministeriale nella capitale ed era quindi delegittimato ad ascoltarlo. Nel giugno 1992, dopo la strage di Capaci, Mutolo richiese di parlare allora con Borsellino, ma questi a sua volta deteneva la delega per le indagini antimafia solo di Trapani e di Agrigento, mentre Palermo rimaneva fuori dalla sua competenza, inoltre al momento si trovava in Germania. Alla luce di ciò, nonostante le rimostranze del magistrato, Giammanco decise di estrometterlo dall'indagine e di assegnare il fascicolo al procuratore aggiunto Vittorio Aliquò e ai sostituti Guido Lo Forte e Gioacchino Natoli. Tuttavia, quando si giunse a un punto morto, Aliquò fece da intermediario tra Borsellino e il procuratore il quale, chiarito ogni equivoco, modificò la delega dei tre magistrati preposti aggiungendo una clausola che permetteva loro di confrontarsi anche con Borsellino, che veniva in questo modo legittimato a interessarsi di Mutolo. Fin dal suo arrivo alla Procura di Palermo come procuratore aggiunto, Borsellino confidò a più colleghi magistrati di non sentirsi a proprio agio nel comunicare i risultati delle proprie indagini a Giammanco, definito in una conversazione avuta con il magistrato Antonio Ingroia come un "uomo di Lima". Dal canto suo, Giammanco non solo non mancherà di sottolineare in più occasioni la sua trasparenza e la sua indipendenza dalla politica, ma negherà anche i presunti rapporti complicati che avrebbe avuto con lo stesso Borsellino, descrivendoli al contrario di affettuosa stima.
Il 28 giugno 1992, il giudice Paolo Borsellino apprende da un'informativa del ROS, spedita anche alla Procura di Palermo, di essere - insieme ad altri - tra i possibili bersagli di un attentato mafioso. Il procuratore Giammanco, destinatario ufficiale della nota riservata del ROS, non lo aveva avvisato sostenendo che il suo dovere fosse solo quello di trasmettere per competenza gli atti alla Procura di Caltanissetta. Rientrato a Palermo il giorno dopo, Borsellino si precipita in procura e protesta, urla e si indigna, sferrando per la rabbia un pugno sul tavolo. Come risposta, a detta di Borsellino, Giammanco farfuglia cose senza senso e rimane in silenzio.
La mattina di domenica 19 luglio 1992, alle ore 7, Giammanco telefona a Paolo Borsellino annunciandogli la decisione di affidargli la delega delle indagini antimafia di Palermo. Borsellino aveva fino a quel momento soltanto la delega di Trapani e di Agrigento. I dettagli di questa inusuale telefonata del procuratore a Borsellino sono forniti dalla testimonianza della vedova di quest'ultimo, Agnese, che racconta come Giammanco abbia contemporaneamente riferito a Borsellino di non aver dormito la notte al pensiero di dovergli affidare la delega e come il marito sia rimasto almeno inizialmente turbato da tale atteggiamento. Più tardi nella stessa giornata, negli istanti successivi alla strage che costò la vita anche a Borsellino e quando per quest'ultimo si accese la flebile speranza fosse solo ferito, spettò invece proprio a Giammanco il triste onere di ufficializzarne il decesso.
Dopo la strage di via D'Amelio, il 23 luglio 1992, otto sostituti procuratori (Ignazio De Francisci, Giovanni Ilarda, Antonio Ingroia, Alfredo Morvillo, Antonio Napoli, Teresa Principato, Roberto Scarpinato e Vittorio Teresi) firmano un documento di dimissioni come atto di rivolta contro il procuratore, accusato di non garantire un'adeguata condizione di sicurezza per i magistrati, di avere progressivamente isolato Giovanni Falcone - inducendolo ad andare via dalla Procura di Palermo - e di aver impedito a Paolo Borsellino di lavorare come avrebbe voluto. Questa presa di posizione innesca un conflitto interno alla Procura di Palermo che costringe il Consiglio superiore della magistratura a intervenire, convocando a Roma e ascoltando tutte le parti previo allestimento di un'apposita inchiesta, al termine della quale il procuratore Giammanco chiede di essere trasferito ad altro incarico. Tuttavia, prima di richiedere formalmente il trasferimento, con una memoria scritta di 18 pagine Giammanco si difende dalle accuse dei sostituti ribelli sostenendo di non avere niente di cui rimproverarsi e di aver sempre fatto il proprio dovere, di essere sempre stato in ottimi rapporti sia con Giovanni Falcone sia con Paolo Borsellino, di non averli mai ostacolati e precisando altresì come gli appunti del primo contro la sua persona fossero semplici sfoghi e come non avesse mai mancato occasione di lodare il secondo, proponendolo per incarichi direttivi superiori. Accusa infine a sua volta gli otto sostituti di essere opportunisti e strumentalizzati politicamente. Lasciato dunque l'incarico, il suo posto alla guida della Procura di Palermo venne assunto ad interim da Elio Spallitta in qualità di procuratore aggiunto più anziano, affiancato nelle sue funzioni dal procuratore aggiunto Vittorio Aliquò. Designato dal Consiglio Superiore della magistratura, il 15 gennaio 1993 gli succede infine Gian Carlo Caselli.
Nondimeno, anche altri magistrati si distaccarono dalle dichiarazioni dei colleghi ribelli, affermando che la gestione di Giammanco fu invero corretta, avendo apportato varie migliorie alla procura come mai i suoi predecessori erano riusciti a fare, venendo inoltre incontro alle esigenze di tutti - singoli sostituti inclusi - e instaurando sul piano umano rapporti cordiali e giusti. A Giammanco viene anche riconosciuta la prassi di organizzare frequenti assemblee riguardo casi delicati, consentendo ai magistrati di confrontarsi e scambiarsi idee sulle rispettive indagini e aumentando così l'efficienza dell'ufficio D.D.A. di Palermo. Viene infine rigettata l'ipotesi che egli possa aver usato il suo ruolo per condizionare l'esito di procedimenti o influenzare le indagini facendo pressioni sui magistrati preposti. A difendere l'operato di Giammanco vi è anche l'ex Presidente della Repubblica Francesco Cossiga, che testimonia come Falcone non volle candidarsi a procuratore di Palermo perché "non avrebbe mai voluto scavalcare un magistrato molto valoroso come Giammanco, che gli aveva sempre dimostrato grande lealtà e solidarietà".
La sua richiesta fu accolta e Giammanco ottenne così il trasferimento in una sezione della Cassazione in qualità di consigliere, venendo collocato a riposo per anzianità il 2 ottobre 1999. Morì a Palermo il 2 dicembre 2018 all'età di 87 anni.

## Controversie

### Le critiche di Caponnetto
Il giudice Antonino Caponnetto, intervistato nel 1996 da Gianni Minà nella trasmissione Storie (Rai 2), alla domanda «Chi ha distrutto il pool antimafia, Meli o Giammanco?», rispose:
(Antonino Caponnetto)

### Indagini per corruzione
A causa delle dichiarazioni di più collaboratori di giustizia (tra i quali Giuseppe Marchese, Giuseppe Li Pera e Angelo Siino), nel corso degli anni Giammanco venne coinvolto insieme ad altri magistrati in varie inchieste giudiziarie, nessuna delle quali tuttavia portò ad una conferma del suo presunto coinvolgimento nel malaffare. Tra queste, quando nel 1993 apprese dai giornali di essere accusato dal pentito Giuseppe Marchese, figlioccio di Totò Riina, di aver intascato una mazzetta di 2 miliardi di lire al fine di ammorbidire le posizioni di alcuni indagati in un importante processo riguardante "Mafia e Appalti", dichiarò di aver "[...] immediatamente inviato una denuncia per calunnia al procuratore di Caltanissetta. Non ho ricevuto alcun avviso di garanzia per associazione mafiosa. Il 9 giugno scorso mi sono presentato spontaneamente al procuratore di Caltanissetta chiedendogli di effettuare le più approfondite indagini ed accertamenti patrimoniali su di me e su tutti i miei familiari". Ancora nel 1997, la Procura di Caltanissetta aprì un'indagine nei confronti di Giammanco e dei magistrati Giuseppe Pignatone, Guido Lo Forte e Ignazio De Francisci per i reati di abuso e corruzione di atti giudiziari, a seguito delle accuse del collaboratore di giustizia Angelo Siino, il quale sosteneva di averli corrotti nel 1991 per ricevere una copia del rapporto del ROS dei Carabinieri su "Mafia e Appalti" depositato in Procura. Nel 2000 l'indagine è stata archiviata dal GIP del tribunale di Caltanissetta perché non furono trovate prove a conferma delle accuse di Siino.